# Cres (MC)
Cres es un Mc vocalista de rap, alicantino, miembro del grupo Sucios de Mente e integrante del colectivo La Huella Team.

## Biografía
Empezó a escribir rimas en 1998, grabando maquetas de ámbito local en cintas con "TC Crew", aunque ya desde el instituto formaba parte del mundo del Hip Hop practicando grafiti, breakdance, y otros a nivel nacional con Sucios de Mente (Nikoh E.S., Valdés, La Demente eMe y él mismo).
Su primera maqueta seria se produjo entre 2003 y 2004, ¿Queréis hablar de rap?, junto a su grupo Sucios de Mente. Entre 2004 y 2005 autoprodujo "La reconquista", el cual fue su primer trabajo como MC en solitario.
En 2007 lanzó su primer LP Reflexiones, coproducido por él mismo y Magna Records. El disco cuenta con colaboraciones de: Rapsusklei, Dekoh, Nach, Tote King, Nikoh, Madnass (Arma Blanca), El Puto Loko La Demente eMe y Keyo, e incluso un artista extranjero como Buff1 (Athletic Mic League). Como productores Nikoh, Big Hozone, Neo, Gsus, Crazy Mike, Nerko, Ruk y Menikmatico. En los platos Dj Joaking, Acción Sánchez, El Cerebro y Dj Klean. La temática de sus canciones es variada, creando un estilo fresco.
Con el videoclip de "Reflexiones" llegó a alcanzar el n.º 1 de Hip-Hop en la MTV.
También fue candidato a los premios MTV-EMA 2007 como mejor artista español.
El 16 de febrero de 2010 lanza su segundo LP llamado "Hip Hop Changed My Life" el cual produce él mismo y distribuye Boa, contara con grandes colaboraciones a nivel español como a nivel internacional. Días antes del lanzamiento del disco Cres ha colgado varios temas en su página de myspace. El disco cuenta con producciones de Symbolyc One, ganador de 2 grammys y productor de artistas de talla mundial como Beyoncé, Madonna, Jay-Z o Eminem entre otros, !llmind, etc. En el apartado de mc´s, colaboran Toteking, Elphomega, Kev Brown, etc.
El 18 de diciembre de 2012 saca un sencillo titulado Infinite con la esperanza de que entre abril y junio de 2013 lance un nuevo disco titulado Hybrid, prácticamente producido por !llmind. El disco sale el junio de 2014 conjuntamente con !llmind y con su sello Roseville Music. Cuenta con colaboraciones como Blu, Skyzoo, Torae, Mauri Sanchis, etc.
Ya en 2014, el 24 de diciembre, lanza en descarga gratuita en internet un nuevo EP, titulado Merry Cresmas, un trabajo de 7 temas que cuenta con colaboraciones de Zawezo, Marty, Radamiz y Keythegirl y producciones de Ra, Khaibeat, Baghira, Slimkillsall, Heavy Roots y Mees Bickle.
El 22 de julio de 2015 lanza junto a Lio Our way, otro EP de 6 temas y un remix que incluye colaboraciones de Matador Rockets, Duddi Wallace y DJ Darke y producciones de Sr. Chen, Tommy Black y Sone.
En mayo de 2016 Cres vuelve con un nuevo disco de estudio, Lovestalgia, que contó con el sencillo Vibe. A lo largo de 12 temas, el disco cuenta con las colaboraciones vocales de Santiuve, Juancho Marqués (Suite Soprano), Ana Luz Corella y Zachary Murdock. En cuanto a las producciones, Cres contó con Frankie P, Boombaz, G-Sus, R de Rumba, Lowlight, Tommy Black, Medasin, IMNTXXX, Griffi y Benny Reiner, además de con arreglos musicales de Pedro Lluch, Dani Sainz, G. Fernández, Carlos Porcel y Guilliam Sons y scratches de Acción Sánchez.

## Curiosidades
- Cres estudio en la Universidad de Western Míchigan durante 5 años, allí también mantuvo contacto con el rap.
- Participó como jurado en la semifinal alicantina de la Red Bull Batalla de los Gallos en el 2009.
- Cres ha compartido escenario con Wu-Tang Clan, Big Daddy Kane, D.I.T.C., Violadores del Verso, Toteking, Sfdk, entre otros.

## Discografía

### En solitario
- "La reconquista" (Maqueta) (2005)
- "Reflexiones" (LP) (2007)
- "Hip Hop Changed My Life" (LP) (2010)
- Merry Cresmas (EP) (2014)
- "Our way" (EP) (2015)
- Lovestalgia (LP) (2016)

### Con Sucios de Mente
- ¿Queréis hablar de Rap? (Maqueta) (2004)

### Como Cres & !llmind
- Hybrid (LP) (2014)

### Como Lio & Cres
- Our way (EP) (2015)

## Colaboraciones
- Zilez "3-4-79" (2005)
- Zilez & Wol "Causa Y Efecto" (2005)
- Res Co "La Que Me Faltaba" (2005)
- VV.AA. "Arde El Subsuelo CD 2" (2005)
- Nikoh E. S. "Vendios" (2006)
- DJ Klean & DJ Joaking "Quid Pro Quo CD 2" (2006)
- Valdés "Toda Una Vida" (2006)
- Displomen "Presenta A Bls: Remix Mortis" (2008)
- Nach "Un Día En Suburbia" (2008)
- H Mafia "Barrabas" (2008)
- Rosa Rosario "Lo Saben " (2009)
- Nhemesis "Dame El Relevo" (2009)
- The Louk "Tol dia todos los días" (2009)

## Videos
- Reflexiones (Reflexiones)
- Dosis de Realidad (Hip Hop changed my life)

- I Love my Life (Hip Hop changed my life)
- Me dices a mí? (Hip hop changed my life)
- Flota con Saot St (Mixtape Alicante)
- Infinite (Hybr!d)
- Stop me (Hybr!d)
- Get in the zone (Hybr!d)
- No matter what (Hybr!d)
- I'm down wit it (Hybr!d)
- Mi fe es ciega (Hybr!d)
- Vibe (Lovestalgia)
- Lovestalgia (Lovestalgia)
- Feelings (live sessions) Carlos Santiago & G. Fernández